# Керобян, Ваган Рубенович
Ваган Рубенович Керобян (арм. Վահան Ռուբենի Քերոբյան; род. 1 октября 1976, Ереван, Армянская ССР, СССР) — армянский государственный деятель, бизнесмен.

## Биография
Родился 1 октября 1976 года в Ереване.
В 1993 году поступил в Ереванский государственный университет на факультет математики. В 1998 году он с отличием окончил его, с квалификацией математик.
Свою трудовую деятельность начал в 1996 году. Тогда он работал инженером компьютерных систем в одной из армянских компаний. Позже, в 1997 году был назначен на должность главного специалиста отдела сетевой информации информационно-издательское управление при Правительстве Армении. После работы в управлении он год проработал главным специалистом компьютерного отдела одного из всеармянского фонда. После чего работал в различных банках Армении на таких должностях как: специалист отдела развития технологий и аналитики, специалист, старший специалист, начальник. Позже, в 2005 году, трудоустроился в компанию «Валлетта». Там он работал менеджером проекта «Стар». С 2006 по 2012 года — исполнительный директор ЗАО «Стар Дивайд». После работы в «Старе» основал компанию «Menu Group - Menu Group UK Ltd» в Армении, тем самым став её директором. В 2016 году открыл подразделение в Белоруссии. В Белоруссии также финансировал белорусскоязычные курсы. В 2020 году покинул бизнес в связи с назначение на министерский пост.
После начала Второй Карабахской войны Керобян отправился добровольцем на фронт. После окончания войны он получил предложение стать чиновником.
26 ноября Президент Армении Армен Саркисян подписал указ о назначении Вагана Керобяна на должность Министра экономики Армении. Как сообщает одной из армянских изданий, назначение было сделано по предложению премьер-министра Армении Никола Пашиняна.
Живет в Ереване. Помимо армянского языка свободно владеет английским и русским языками.